# Asherat Colles
Gli Asherat Colles sono una struttura geologica della superficie di Venere.